# Ruditaxis
Ruditaxis es un género de foraminífero bentónico considerado un sinónimo posterior de Tetrataxis de la familia Tetrataxidae, de la superfamilia Tetrataxoidea, del suborden Fusulinina y del orden Fusulinida. Su especie tipo era Valvulina rudis. Su rango cronoestratigráfico abarcaba desde el Pennsylvaniense (Carbonífero superior) hasta el Lopingiense (Pérmico superior).

## Discusión
Clasificaciones más recientes hubiesen incluido Ruditaxis en el suborden Endothyrina, del orden Endothyrida, de la subclase Fusulinana y de la clase Fusulinata.

## Clasificación
Ruditaxis incluía a la siguiente especie:
- Ruditaxis rudis